# Komyszuwacha (rejon siewierodoniecki)
Komyszuwacha (ukr. Комишуваха) – osiedle typu miejskiego na Ukrainie, w obwodzie ługańskim, w rejonie siewierodonieckim. W 2001 liczyło 2868 mieszkańców.